# توکوگاوا شیگه‌یوشی
توکوگاوا شیگه‌یوشی ((به ژاپنی: 徳川 重好 Tokugawa Shigeyoshi); ۱۷ مارس ۱۷۴۵ – ۲۲ اوت ۱۷۹۵) سامورایی اهل ژاپن، دومین پسر نهمین شوگون بنام توکوگاوا ایه‌شیگه بود. وی  بنیانگذار خاندان شیمیزو توکوگاوا یکی از گوسانکیو (خاندان‌های برجسته) بود.